# Nectomys apicalis
Nectomys apicalis é uma espécie de roedor da família Cricetidae. Pode ser encontrada na Bolívia, Brasil, Peru e Equador.